# كيندال جونسون
كيندال جونسون (بالإنجليزية: Kendall Johnson)‏ (24 أبريل 1991 ببورتلاند في الولايات المتحدة - ) هي لاعبة كرة قدم أمريكية في مركز الدفاع. شاركت مع منتخب الولايات المتحدة تحت 20 سنة للسيدات لكرة القدم ومنتخب الولايات المتحدة تحت 23 سنة للسيدات لكرة القدم ‏. أما مع النوادي، فقد لعبت مع بورتلاند ثورنز وسكاي بلو ووسترن سيدني واندررز.

## وصلات خارجية
- كيندال جونسون على موقع الاتحاد الدولي (مؤرشف)  (الإنجليزية)
- كيندال جونسون على موقع قاعدة بيانات كرة القدم.إي يو (الإنجليزية)
- كيندال جونسون على موقع Soccerway.com (الإنجليزية)
- كيندال جونسون على موقع عالم كرة القدم.نت (الإنجليزية)